# Microhyla mixtura
Microhyla mixtura é uma espécie de anfíbio da família Microhylidae.
É endémica da China.
Os seus habitats naturais são: campos de gramíneas de clima temperado, campos de gramíneas subtropicais ou tropicais secos de baixa altitude, rios, marismas intermitentes de água doce e terras irrigadas.